# Pietro Yon
Pour les articles homonymes, voir Yon (homonymie).
Pietro Alessandro Yon est un organiste, compositeur et pédagogue américain d'origine italienne né le 8 août 1886 à Settimo Vittone (Italie) et mort le 22 novembre 1943 à Huntington (Long Island, New York).

## Biographie
Pietro Alessandro Yon naît le 8 août 1886 à Settimo Vittone, près de Turin, en Italie,.
Il étudie avec Polibio Fumagalli au Conservatoire de Milan puis au Conservatoire de Turin, de 1901 à 1904, et à l'Accademia di Santa Cecilia à Rome avec Remigio Renzi (orgue) et Giovanni Sgambati (piano). Il sort diplômé en 1905.
Il est ensuite l'assistant de Renzi à l'orgue de Saint-Pierre de Rome, entre 1905 et 1907.
En 1907, Pietro Yon émigre aux États-Unis, où son frère aîné S. Constantino Yon occupe un poste à l'église St Vincent Ferrer à Manhattan.
Il est, de 1907 à 1919 puis de 1921 à 1926, organiste et chef de chœur à Saint-François-Xavier à New York. Il est ensuite, jusqu'à sa mort, organiste et, plus tard, également chef de chœur, à la cathédrale Saint-Patrick de New York.
En 1921, Pietro Yon obtient la nationalité américaine,.
Interprète virtuose, il est considéré comme le premier organiste de New York à jouer des programmes entiers de mémoire et le premier à faire payer l'entrée de ses récitals.
Comme compositeur, il est l'auteur de nombreuses pièces pour orgue, dont Natale in Sicilia (1912), du chant de noël Gesù bambino (en) (1917), qui connaît plusieurs arrangements instrumentaux et vocaux, d'un oratorio, The Triumph of St Patrick (créé à New York le 29 avril 1934), de divers autres services religieux, dont 21 messes, de Concerto gregoriano pour orgue et orchestre, de musique de chambre, de pièces pour piano et de chansons,.
Pédagogue recherché, Pietro Yon a écrit un ouvrage didactique, Organ Pedal Technic, publié à titre posthume en 1944.
Il meurt le 22 novembre 1943 à Huntington (État de New York),.